# Eisenberg an der Pinka
Eisenberg an der Pinka (ungarisch Csejke, kroatisch Čjeka) ist eine Ortschaft und Katastralgemeinde der Gemeinde Deutsch Schützen-Eisenberg im Bezirk Oberwart in Burgenland.

## Geografie
Das westlich der Pinka liegende Dorf befindet sich in einer Bucht östlich des Csaterberges und ist über die Geschriebenstein Straße (B56) erreichbar.
Die Katastralgemeinde ist landwirtschaftlich geprägt. 297 Hektar wurden zum Jahreswechsel 1979/1980 landwirtschaftlich genutzt und 271 Hektar waren forstwirtschaftlich geführte Waldflächen. 1999/2000 wurde auf 262 Hektar Landwirtschaft betrieben und 290 Hektar waren als forstwirtschaftlich genutzte Flächen ausgewiesen. Ende 2018 waren 225 Hektar als landwirtschaftliche Flächen genutzt und Forstwirtschaft wurde auf 290 Hektar betrieben. Die durchschnittliche Bodenklimazahl von Eisenberg an der Pinka beträgt 41,1 (Stand 2010).

## Geschichte
Laut Adressbuch von Österreich waren im Jahr 1938 in der Ortsgemeinde Eisenberg an der Pinka drei Gastwirte, zwei Gemischtwarenhändler, eine Kellereigenossenschaft, eine Hebamme und einige Landwirte ansässig.
Der Ort gehörte wie das gesamte Burgenland bis 1920/21 zu Ungarn (Deutsch-Westungarn). Ab 1898 musste aufgrund der Magyarisierungspolitik der Regierung in Budapest der ungarische Ortsname Csejke verwendet werden. Nach Ende des Ersten Weltkriegs wurde nach zähen Verhandlungen Deutsch-Westungarn in den Verträgen von St. Germain und Trianon 1919 Österreich zugesprochen. Seit 1921 gehört Eisenberg zum damals neu gegründeten Bundesland Burgenland (siehe auch Geschichte des Burgenlandes).
Am 1. Jänner 1971 wurde der Ort im Zuge des Gemeindestrukturverbesserungsgesetzes der burgenländischen Landesregierung mit den Orten Deutsch Schützen, Edlitz, Höll und Sankt Kathrein im Burgenland zur neuen Gemeinde Deutsch Schützen-Eisenberg zusammengelegt.

## Siedlungsentwicklung
Zum Jahreswechsel 1979/1980 befanden sich in der Katastralgemeinde Eisenberg an der Pinka insgesamt 207 Bauflächen mit 117.970 m² und 304 Gärten auf 231.117 m², 1989/1990 gab es 239 Bauflächen. 1999/2000 war die Zahl der Bauflächen auf 349 angewachsen und 2009/2010 bestanden 559 Gebäude auf 1231 Bauflächen.

## Sehenswürdigkeiten
- Filialkirche Eisenberg an der Pinka, um 1750 errichtet, östlich des Ortes auf einer sanften Anhöhe
- Eisenberg, ein seit 2800 Jahren genutzter Weinberg

## Persönlichkeiten
- Robert Graf (1929–1996), Politiker, von 1950 bis 1972 Gastwirt am Eisenberg
- Johann Wachter (1888–1957), Landwirt, Bürgermeister und Abgeordneter zum Ständischen Landtag
- Alois Preiszler (* 1938), Zollbeamter und Politiker, wurde hier geboren